# Jesus Iglesias

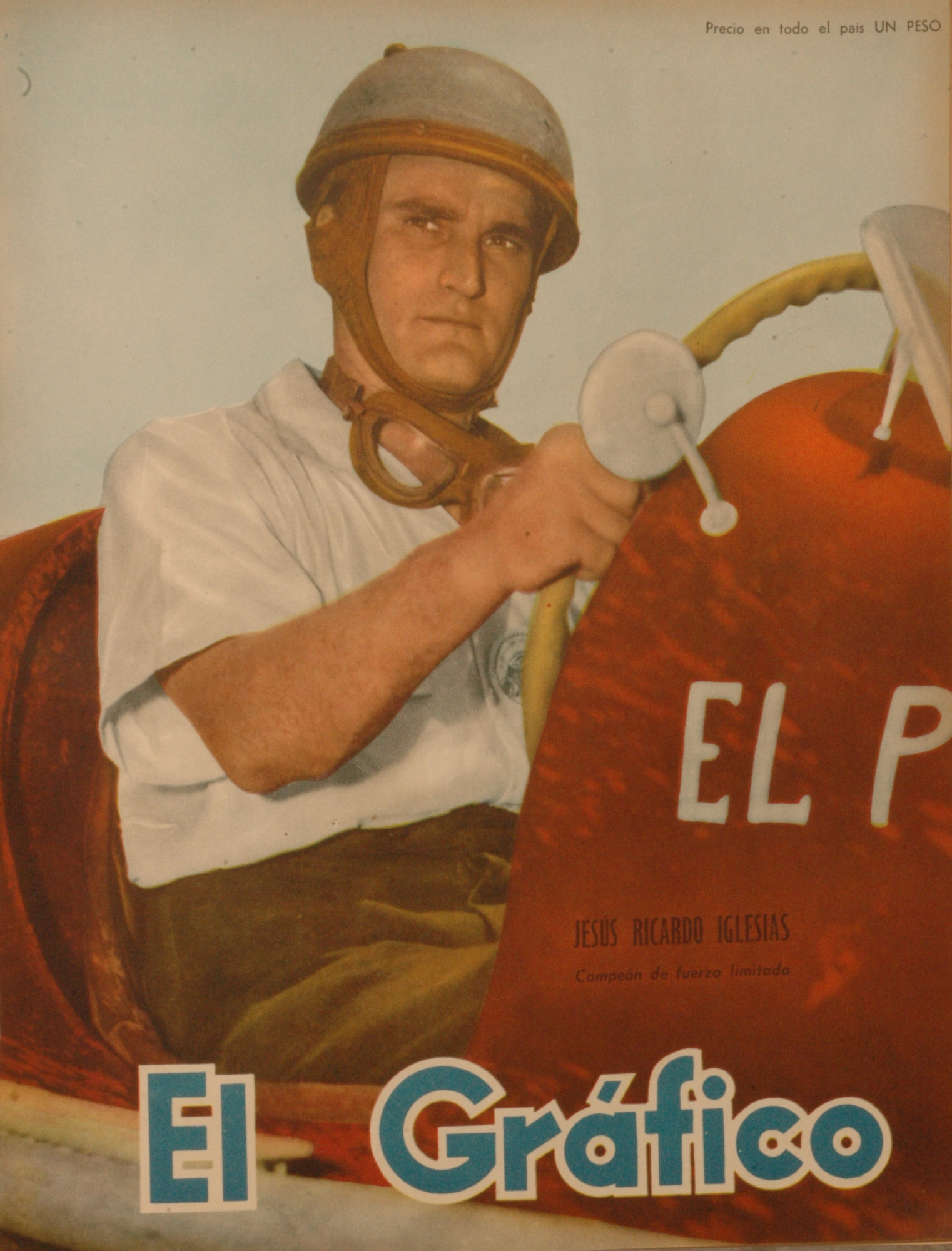
Jesus Iglesias

Jesús Ricardo Iglesias (Pergamino, Buenos Aires, 22 februari 1922 – aldaar, 11 juli 2005) was een Formule 1-coureur uit Argentinië. Hij reed in 1955 1 Grand Prix voor het team Gordini, waarin hij geen punten scoorde.